# Alfred Argus
Pour les articles homonymes, voir Argus.
Alfred Maurice Albert Beleys dit Alfred Argus ou Argus, né le 9 novembre 1893 dans le 16e arrondissement de Paris et mort le 22 août 1955 à Clichy, est un acteur français.

## Filmographie

### Cinéma
- 1925 : Madame Sans-Gêne de Léonce Perret : Mortier
- 1929 : La Divine Croisière de Julien Duvivier
- 1932 : L'Amour et la Veine de Monty Banks
- 1933 : Criminel de Jack Forrester
- 1933 : Le Crime du Bouif de André Berthomieu : Roggers
- 1933 : Le Jugement de minuit d'André Charlot et Alexandre Esway
- 1934 : Le Malade imaginaire de Lucien Jaquelux et Marc Mérenda d'après Molière: Béralde
- 1938 : Tamara la complaisante de Jean Delannoy et Félix Gandéra
- 1939 : L'Entraîneuse d'Albert Valentin : Albert, le copain de Victor
- 1940 : Cavalcade d'amour de Raymond Bernard
- 1945 : François Villon de André Zwobada
- 1951 : Take Me to Paris de Jack Raymond: Jules
- 1951 : Les mains sales de Simone Berriau et Fernand Rivers: Guillaume

## Théâtre
- 1922 : La Belle Angevine de Maurice Donnay et André Rivoire, Théâtre des Variétés
- 1923 : La Vagabonde de Colette et Léopold Marchand, Théâtre de la Renaissance
- 1923 : Le Masque de fer de Maurice Rostand, Théâtre Mogador
- 1951 : Le Diable et le Bon Dieu de Jean-Paul Sartre, mise en scène Louis Jouvet, Théâtre Antoine

## Doublage
- 1930 : Drôles de locataires : Kelly, un policier (Bob Mimford)
- 1940 : Rebecca : le policier (Billy Bevan)
- 1944 : Le Grand National : M. Eden (Reginald Owen)
- 1945 : La Vallée du jugement : Mac McCready (Reginald Owen)
- 1945 : Au cœur de la nuit : chauffeur du corbillard/ chauffeur du bus/ gardien (Miles Malleson)
- 1948 : Le Justicier de la Sierra : Botticelli, le barbier (Charles Judels)
- 1948 : La Chartreuse de Parme : l'aubergiste (Mario Gallina)
- 1950 : Midi, gare centrale : Det. Gottschalk (Parley Baer)
- 1950 : Francis, le mulet qui parle : le colonel Carmichael (Robert Warwick)
- 1950 : L'Esclave du gang : Burke, le quincailler (Duke Watson)
- 1951 : Dans la gueule du loup : Joe, l'agent montant la garde (Al Mellon)
- 1953 : Houdini le grand magicien : Schultz (Sig Ruman)